# Emilio Gallori
Emilio Gallori (1846-1924) foi um escultor italiano, principalmente conhecido por criar monumentos históricos e estátuas religiosas.

## Biografia
Ele nasceu na Florença e estudou na Academia Florentina de Belas Artes, onde foi aluno de Aristodemo Costoli.
Entre seus primeiros trabalhos foram sua estátua de Nero. Em 1881, ele exibiu em Turim uma estátua intitulada Foster-Sister. Em Florença, ele exibiu Fuma negli occhi (Fumaça nos Olhos). Em Roma, ele apresentou dois modelos premiados de prata para o Monumento a Vittorio Emmanuele.
Gallori projetou o Monumento a Metastasio, que fica na praça em frente a Santa Maria, em Vallicella, Roma. Ele criou a estátua de São Pedro para a fachada da catedral em Florença e projetou vários medalhões de anjo para a fachada. Ele criou a estátua de São Tiago Menor para o exterior da Basílica de São Paulo Fora dos Muros.
Entre suas obras-primas, inclui-se o Monumento a Giuseppe Garibaldi no Janiculum de Roma, inaugurado em 20 de setembro de 1895. Gallori foi responsável pela estátua equestre e pelas vinhetas vizinhas na base.
Após a morte do escultor Enrico Chiaradia, em 1902, Gallori ajudou a levar adiante o projeto de seu companheiro: uma enorme estátua equestre de bronze do rei Emmanuel Vittorio II para o Altare della Patria em Roma.